# Rhagada
Rhagada é um género de gastrópode da família Camaenidae.
Este género contém as seguintes espécies:
- Rhagada gibbensis
- Rhagada harti
- Rhagada tescorum